# Yongnuo
Hong Kong Yong Nuo Photographic Equipment Co., Ltd. je celý název společnosti, která vyvíjí a vyrábí fotografické vybavení a příslušenství značky YONGNUO. Jedná se o dceřinou společnost čínské společnosti Shenzhen YongNuo Photographic Equipment Co. Ltd. Společnost vyrábí mimo jiné elektronické blesky, bezdrátové radiové odpalovače, externí bateriové zdroje, synchronizační kabely a redukce, kabelové spouště, trvalá LED světla a mnoho dalšího.

## Historie firmy
Společnost Shenzhen YongNuo Photographic Equipment Co. Ltd. byla založena v roce 2004 v Číně. Od svých začátků se věnuje převážně vývoji a výrobě produktů pro fotografii. Konkrétně digitálním elektronickým bleskům, bezdrátovým radiovým odpalovačům, bateriovým zdrojům, trvalému LED osvětlení a synchronizačním kabelům a kabelovým spouštím pro fotoaparáty. Od roku 2007 má společnost dceřinou společnost Hong Kong Yong Nuo Photographic Equipment Co., Ltd. v Hongkongu, která zajišťuje komunikaci a podporu obchodním partnerům po celém světě.

## Produkty pro fotografii
Produkty společnosti Shenzhen YongNuo Photographic Equipment Co. Ltd. jsou pod značkou YONGNUO prodávány ve více než 160 zemích světa včetně České republiky.

### Manuálníblesky
- Speedlight YN-460 – směrné číslo 33 (35mm, ISO 100)
- Speedlight YN-460II – směrné číslo 38 (35mm, ISO 100)
- SpeedLight YN-560 – směrné číslo 58 (105mm, ISO 100)
- Speedlight YN-560II – směrné číslo 58 (105mm, ISO 100)
- SpeedLight YN-560III – směrné číslo 58 (105mm, ISO 100)
- SpeedLight YN-560IV – směrné číslo 58 (105mm, ISO 100)

### Bleskys podporou TTL (i-TTL či E-TTL)
- Speedlight YN-468II – směrné číslo 24 (85mm, ISO 100)
- Speedlight YN-500EX – směrné číslo 53 (105mm, ISO 100) podpora HSS
- Speedlight YN-565EX – směrné číslo 58 (105mm, ISO 100)
- Speedlight YN-565EX II – směrné číslo 58 (105mm, ISO 100)
- Speedlight YN-568EX – směrné číslo 58 (105mm, ISO 100), podpora HSS
- Speedlight YN-568EX II – směrné číslo 58 (105mm, ISO 100), podpora HSS
- Speedlight YN600EX-RT – směrné číslo 58 (105mm, ISO 100), podpora HSS
- Speedlight YN685 – směrné číslo 60 (105mm, ISO 100), podpora HSS
- Speedlight YN968EX-RT – směrné číslo 60 (105mm, ISO 100)

### Makro blesky
- YN-MR-58 – směrné číslo 12
- YN-14EX – směrné číslo 14
- YN-24EX – směrné číslo 24/79 (ISO 100 - dvě hlavy), 26/85 (ISO 100, 105mm - jedna hlava), podpora canon TTL

### Trvalá LED světla
- LED YN0808
- LED YN0906
- LED YN0906 II
- LED YN125
- LED YN135
- LED YN140
- LED YN1410
- LED YN160S
- LED YN160
- LED YN1602 II
- LED YN168
- LED YN216
- LED YN300
- LED YN300 II
- LED YN300 - AIR
- LED YN360 RBG
- LED YN600 - AIR
- LED YN600 L
- LED YN600 L II

### Radiová odpalování
- Manuální odpalovače RF-602
- Manuální odpalovače RF-603
- Manuální odpalovače RF-603 II
- Odpalovače s podporou TTL
  - YN-622C
  - YN-622C II
  - YN-622N
  - YN-E3-RX

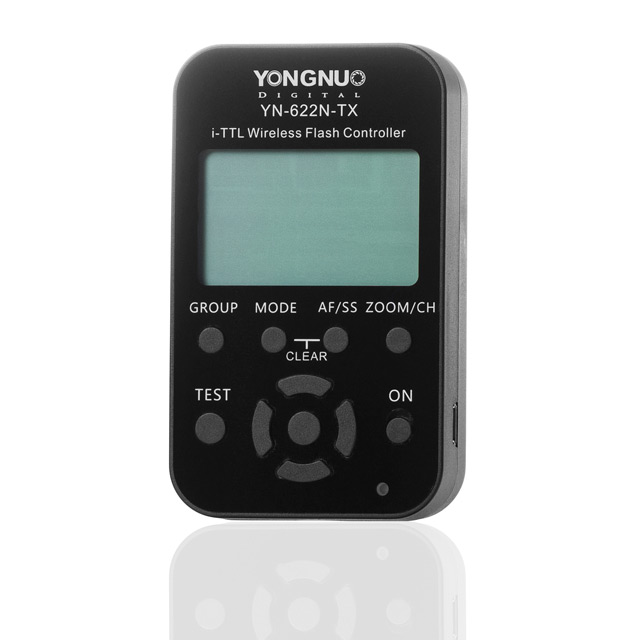
Řídící jednotka Yongnuo YN-622N-TX pro radiové odpalovače YN-622N

- Řídící jednotka radiových odpalovačů YN-622N-TX
- Řídící jednotka radiových odpalovačů YN-622C-TX
- Řídící jednotka radiových odpalovačů YN-560-TX
- Řídící jednotka radiových odpalovačů YN-E3-RT